# Propylgallat
Propylgallat (Propyl-3,4,5-trihydroxybenzoat) ist eine chemische Verbindung aus der Gruppe der Gallate und ein Ester der Gallussäure.

## Gewinnung und Darstellung
Propylgallat kann durch Reaktion von Gallussäure mit Propanol gewonnen werden.

## Eigenschaften
Propylgallat ist ein brennbarer grauer geruchloser Feststoff, der schwer löslich in Wasser ist.

## Verwendung
Propylgallat wird als Antioxidationsmittel in Pestiziden, der Lebensmittelindustrie und in Kosmetika verwendet. Es dient auch als Hilfsmittel in der Fluoreszenzmikroskopie, um das Ausbleichen von fluoreszierenden Proben wie Rhodamin und Fluorescein zu reduzieren.